# Oh, vita! (singolo)
Oh, vita! è un singolo del cantautore italiano Jovanotti, il primo estratto dall'album omonimo e pubblicato il 10 novembre 2017.

## La canzone
Traccia d'apertura dell'album, il brano rappresenta un ritorno al periodo hip hop dell'artista, con strofe rappate e ritornello cantato. In esso vengono inoltre campionati i brani Futura di Lucio Dalla e Black Water dei The Doobie Brothers, ragione per la quale Dalla e Patrick Simmons vengono accreditati tra gli autori del brano.

## Video musicale
Il videoclip è stato pubblicato lo stesso giorno del singolo sul canale ufficiale YouTube dell'artista ed è stato diretto dagli YouNuts!. Il video è stato girato a Roma nella zona di Porta Cavalleggeri, e ripercorre i luoghi dove Jovanotti è cresciuto.

## Tracce
Download digitale
1. Oh, vita! – 3:34 (testo: Jovanotti, Lucio Dalla – musica: Jovanotti, Patrick Simmons, Lucio Dalla)

7" (Italia)
- Lato A

1. Oh, vita! – 3:34 (testo: Jovanotti, Lucio Dalla – musica: Jovanotti, Patrick Simmons, Lucio Dalla)

- Lato B

1. Paura di niente – 3:44 (testo: Jovanotti – musica: Jovanotti, Riccardo Onori)

Download digitale – remix
1. Oh, vita! (Cor Veleno Remix) – 3:41
2. Oh, vita! (DJ Aladyn Remix) – 4:09
3. Oh, vita! (Bum Bum Bum Bum Remix by KeeJay Freak) – 4:04

## Classifiche
| Classifica (2017) | Posizione massima |
| ----------------- | ----------------- |
| Italia            | 7                 |